# Rock, Cornwall
Rock är en by i Cornwall distrikt i Cornwall grevskap i England. Byn är belägen 32,7 km 
från Truro. Orten har 1 215 invånare (2015).